# Sixt Manfeld
Sixt Manfeld (erwähnt 1478–1492) war ein Schweizer Bildhauer und Bildschnitzer.

## Leben und Wirken
Sixt Manfeld (auch Maulfeld) wurde 1478 in die Zunft zum Himmel in Basel aufgenommen. Da dort die Maler angeschlossen waren, dürfte er vor allem bemalte Schnitzaltäre angefertigt haben. Die Zuweisung einzelner Werke erweist sich aber als schwierig. 1489–1492 war Manfeld im Kanton Uri wohnhaft.